# Municipio de Santa María Ipalapa
El municipio de Santa María Ipalapa (en Amuzgo: Icpalli, atl, ‘En el agua de los asientos’) es un municipio de 4,990 habitantes situado en Oaxaca, México. Pertenece al Distrito de Putla. Su cabecera es la localidad de Santa María Ipalapa.

## Demografía
En el municipio habitan 4,990 personas, de las cuales 661 hablan una lengua indígena. 
El municipio tiene un alto grado de marginación y pobreza, el 39% de la población vive en condiciones de pobreza extrema.

## Organización
En el municipio se encuentran los siguientes poblados: 
| Localidad             | Población (2010) |
| --------------------- | ---------------- |
| Santa María Ipalapa   | 1,907            |
| Santa María el Rincón | 1,470            |
| Zocoteaca de León     | 1,237            |
| Santiago el Limón     | 167              |
| La Ciénega            | 93               |
| Santa Ana             | 12               |
| San Andrés el Bajo    | 2                |